# Мост слишком далеко
«Мост слишком далеко» (англ. A Bridge Too Far) — военно-исторический фильм режиссёра Ричарда Аттенборо, снятый по одноимённой книге Корнелиуса Райана и вышедший на экраны в 1977 году. Лента посвящена Голландской операции 1944 года, одной из наиболее значительных операций англо-американских войск в Западной Европе.

## Сюжет
В сентябре 1944 года, после успешного вторжения в Нормандию, союзники готовят тайную операцию «Маркет гарден». Однако сочетание неудачного выбора боевой тактики, игнорирование командованием союзников данных разведки, просчётов в военной администрации и техническом обеспечении, невезения и неблагоприятной погоды приводит 1-ю воздушно-десантную дивизию Великобритании под командованием генерала Уркварта, захватившую «один мост, находившийся слишком далеко [от основных сил союзников]» к катастрофе. В результате операции 4/5 личного состава дивизии уничтожено и взято в плен. Спешащие ей на помощь польские парашютисты генерала Сосабовского большой частью гибнут уже в воздухе — гитлеровцам стало известно расположение зон высадки. Тем временем, ХХХ корпус генерал-лейтенанта Хоррокса успевает закрепить успех 101-й и 82-й воздушно-десантных дивизий армии США, но добраться до моста в Арнеме вовремя ему уже не удаётся.
Стратегической цели — захвата всех мостов на пути в Германию — союзники достичь не сумели.

## Атмосфера фильма
Фильм всемирно известен блестящей игрой ансамбля актёров первой величины под присмотром реальных участников событий. Играющий подполковника Фроста Энтони Хопкинс даже родился в один день со своим героем. В результате режиссёру удалось воссоздать подлинную атмосферу взаимодействия людей и армий, полную истинного трагизма и грубоватого фронтового юмора, скрывающего порой рыцарские до донкихотства представления о долге солдата и человека.

## В ролях
| Актёр            | Роль |
| ---------------- | --- |
| Дирк Богард      | генерал-лейтенант сэр Фредерик «Бой» Браунинг                                                                     |
| Джеймс Каан      | штаб-сержант Эдди Дохан                                                                                           |
| Майкл Кейн       | подполковник Джон Ормсби Эвлин «Джо» Ванделор (сам Ванделор был военным консультантом фильма)                     |
| Майкл Бирн       | подполковник Жиль Ванделор                                                                                        |
| Шон Коннери      | генерал-майор Рой Уркварт                                                                                         |
| Эдвард Фокс      | генерал-лейтенант Брайан Хоррокс                                                                                  |
| Энтони Хопкинс   | подполковник Джон Фрост                                                                                           |
| Эллиотт Гулд     | полковник Роберт Стаут (основан на образе Роберта Синка)                                                          |
| Райан О’Нил      | бригадный генерал Джеймс Гэвин                                                                                    |
| Роберт Редфорд   | майор Джулиан Кук                                                                                                 |
| Джин Хэкмен      | генерал-майор Станислав Сосабовский                                                                               |
| Денхольм Эллиотт | офицер Королевских ВВС Великобритании                                                                             |
| Харди Крюгер     | бригадефюрер СС Людвиг (основан на образе Хайнца Хармеля, который не захотел, чтобы его имя упоминалось в фильме) |
| Максимилиан Шелл | обергруппенфюрер СС Вильгельм Биттрих                                                                             |
| Лоренс Оливье    | доктор Ян Спаандер                                                                                                |
| Лив Ульман       | Кейт тер Хорст |
| Алан Армстронг   | капрал Дэвис |

## Награды и номинации
- 1977 — премия Национального общества кинокритиков США за лучшую мужскую роль второго плана (Эдвард Фокс).
- 1978 — 4 премии BAFTA: лучшая операторская работа (Джеффри Ансуорт), лучшая мужская роль второго плана (Эдвард Фокс), лучший звук, лучшая музыка (Джон Эддисон). Кроме того, лента получила 4 номинации: лучший фильм, лучшая режиссура (Ричард Аттенборо), лучший монтаж (Энтони Гиббс), лучшая работа художника-постановщика (Теренс Марш).
- 1978 — премия газеты Evening Standard за лучший британский фильм.